# Liste der Kulturdenkmäler in Hamburg-Blankenese
Die Liste der Kulturdenkmäler in Hamburg-Blankenese enthält die in der Denkmalliste ausgewiesenen Denkmäler auf dem Gebiet des Stadtteils Blankenese der Freien und Hansestadt Hamburg.
Basis ist der Datensatz Denkmalliste Hamburg auf dem Transparenzportal Hamburg. Dieser enthält alle Objekte, die rechtskräftig nach dem Hamburger Denkmalschutzgesetz vom 5. April 2013 unter Denkmalschutz stehen (§ 6 Abs. 1 DSchG HA) oder zumindest zeitweise standen. Die Denkmalliste steht auch als PDF-Dokument zur Verfügung. Alle Denkmäler in Blankenese, die schon nach dem Denkmalschutzgesetz vom 3. Dezember 1973, zuletzt geändert am 27. November 2007, unter Denkmalschutz standen, sind auch auf der Liste der Kulturdenkmäler im Hamburger Bezirk Altona zu finden.

## Legende
- ID: Gibt die vom Denkmalschutzamt Hamburg vergebene Objekt-ID (Identifikationsnummer) des Kulturdenkmals an, (in Klammern gegebenenfalls die Denkmalnummer nach altem Denkmalschutzgesetz).
- Adresse: Nennt den Straßennamen und, wenn vorhanden, die Hausnummer des Kulturdenkmals. Die Grundsortierung der Liste erfolgt nach dieser Adresse.
- Art: Zeigt an, ob es ein Objekt („O“) oder ein Ensemble („E“) ist.
- Datierung: Gibt die Datierung an; das Jahr der Fertigstellung bzw. den Zeitraum der Errichtung.
- Ensemble: Gibt die Nummer des Ensembles an, zu der das Objekt gehört, bzw. bei Ensembles die Nummer des Ensembles selbst.

Hinweis: Die Grundsortierung der Liste erfolgt nach der Adresse und ist alternativ nach ID, Art (Objekt oder Ensemble), Typ, Datierung, Entwurf oder Kurzbeschreibung sortierbar.

| ID                | Adresse | Art | Typ | Kurzbeschreibung | Datierung | Entwurf | Ensemble | Bild |
| ----------------- | --- | --- | --- | --- | --- | --- | -------- | --- |
| 29242 (357)       | Am Abhang 3, 5 (Lage) | O   | Tweehus | | 1800, um | |          | |
| 17558             | Am Eiland 3, 5a, 5b, 5c (Lage) | O   | Reihenhaus (Langer Jammer) | | 19. Jh. (vermutlich) | |          | BW |
| 17439             | Am Eiland 13 (Lage) | O   | Wohnhaus | | 1969 | Nickels, Klaus/Ohrt, Timm |          | BW |
| 16639             | Am Hang 14 (Lage) | O   | Fischerhaus (Kleinstwohnhaus) | | 1850, um | |          | BW |
| 30408             | Am Hang 16, Paarmanns Weg 1 (Lage) | E   | | Paarmanns Weg 1 / Am Hang 16 | | | 30408    | BW |
| 16687 (1318)      | Am Hang 16 (Lage) | O   | Tweehus | | 1750, um | | 30408    | |
| 29465 (1449)      | Am Hang 22, 26 (Lage) | O   | Dreehuus | | 18. Jh., Mitte | |          | |
| 17557 (1049)      | Am Kiekeberg 4 (Lage) | O   | Villa | | 1899 | |          | |
| 16699 (705)       | Am Kiekeberg 14 (Lage) | O   | Villa | | 1880/90 | |          | BW |
| 16689             | Am Krähenberg 25 (Lage) | O   | Wohnhaus | | 1954/55 | Kallmorgen, Werner |          | BW |
| 30409             | Am Krähenberg o.Nr., Blankeneser Landstraße o.Nr., Goßlers Park 1, 1, 1a, o.Nr., Goßlerstraße o.Nr. (Lage) | E   | | Goßlers Park | | | 30409    | BW |
| 17466             | Am Krähenberg o.Nr., Blankeneser Landstraße o.Nr., Goßlers Park o.Nr., Goßlerstraße o.Nr. (Lage) | O   | Park | Goßlers Park | 1795, ab | | 30409    | BW |
| 18138             | Anne-Frank-Straße 46 (Lage) | O   | Wohnhaus | | 1974 | Papendiek, Christian |          | BW |
| 30546             | Anne-Frank-Straße 57, 59 (Lage) | E   | | Anne-Frank-Straße 57-59 | | | 30546    | BW |
| 18141             | Anne-Frank-Straße 57 (Lage) | O   | Wohnhaus | | 1914, um | | 30546    | BW |
| 18140             | Anne-Frank-Straße 59 (Lage) | O   | Wohnhaus | | 1914, um | | 30546    | BW |
| 17555             | Anne-Frank-Straße 69 (Lage) | O   | Wohnhaus | | 1923 | Mandall, Paul |          | BW |
| 17554 (1222)      | Anne-Frank-Straße 71 (Lage) | O   | Wohnhaus | | 1924 | Döhren, Nikolaus von |          | |
| 30470             | Auguste-Baur-Straße 12, 14, 16, 18, 20 (Lage) | E   | | Auguste-Baur-Straße 12-20 | | | 30470    | BW |
| 17404             | Auguste-Baur-Straße 12 (Lage) | O   | Wohnhaus | | 1892, um | | 30470    | BW |
| 17403             | Auguste-Baur-Straße 14 (Lage) | O   | Wohnhaus | | 1892, um | | 30470    | BW |
| 17402             | Auguste-Baur-Straße 16 (Lage) | O   | Wohnhaus | | 1892, um | | 30470    | BW |
| 17401             | Auguste-Baur-Straße 18 (Lage) | O   | Wohnhaus | | 1892, um | | 30470    | BW |
| 17400             | Auguste-Baur-Straße 20 (Lage) | O   | Wohnhaus | | 1892 | | 30470    | BW |
| 30474             | Auguste-Baur-Straße 22, Elbchaussee 574 (Lage) | E   | | Elbchaussee / Auguste-Baur-Straße | | | 30474    | BW |
| 17553             | Auguste-Baur-Straße 22 (Lage) | O   | Villa | | 1912, vor | | 30474    | BW |
| 30490             | Babendiekstraße 1, 3, 5, 7, 9, 11, 13 (Lage) | E   | | Babendiekstraße 1-13 | | | 30490    | BW |
| 17552             | Babendiekstraße 1 (Lage) | O   | Wohnhaus | | 1905, um | | 30490    | BW |
| 17551             | Babendiekstraße 3, 5 (Lage) | O   | Doppelhaus | | 1905 | Butenschön, Carl | 30490    | BW |
| 18139             | Babendiekstraße 7, 9 (Lage) | O   | Doppelhaus | | 1904 | Butenschön, Carl | 30490    | BW |
| 16644             | Babendiekstraße 11, 13 (Lage) | O   | Doppelhaus | | 1904 | Butenschön, Carl | 30490    | BW |
| 16646 (1797)      | Babendiekstraße 36, 38 (Lage) | O   | Doppelhaus | | 1939-1940 | Lodders, Rudolf |          | |
| 30411             | Baurs Park 2, 2, 3, 3, 4, 4, 5, 5, 6, 6, 7, 7, 9, 9, 11, 11, 21, 21, 26, 26, 28, 28, 36, 36, 38, 38, o.Nr., Baurs Weg 10, 10, Elbchaussee 563, 565, 567, Mühlenberger Weg 1, 1, 11, 11, 33, 33, 35, 35, 37, 39, 39a, Strandweg 1, 1, o.Nr. (Straßenabschnitt unterhalb Baurs Park), o.Nr., unterhalb von Baurs Park (Lage) | E   | | Baurs Park | | | 30411    | [[Vorlage:Bilderwunsch/code!/O:Baurs Park!/C:53.55696,9.81489!/D:Baurs Park 2, 2, 3, 3, 4, 4, 5, 5, 6, 6, 7, 7, 9, 9, 11, 11, 21, 21, 26, 26, 28, 28, 36, 36, 38, 38, o.Nr., Baurs Weg 10, 10, Elbchaussee 563, 565, 567, Mühlenberger Weg 1, 1, 11, 11, 33, 33, 35, 35, 37, 39, 39a, Strandweg 1, 1, o.Nr. (Straßenabschnitt unterhalb Baurs Park), o.Nr., unterhalb von Baurs Park!/\|BW]] |
| 17480             | Baurs Park 2 (Lage) | O   | Wohnhaus | | 2010, um | Chipperfield, David | 30411    | |
| 16977 (1472, 156) | Baurs Park 2, 3, 4, 5, 6, 7, 9, 11, 21, 26, 28, 36, 38, o.Nr., Baurs Weg 10, Mühlenberger Weg 1, 11, 33, 35, Strandweg 1, o.Nr. (Straßenabschnitt unterhalb Baurs Park) (Lage) | O   | Park | Baurs Park (Grünflächen) | 1805, ab | Ramée, Joseph-Jacques (u. a.) | 30411    | weitere Bilder |
| 16721 (1472)      | Baurs Park 3 (Lage) | O   | Einfamilienhaus/Villa | | 1993, um; 2010 (Umbau) | Pinnau, Cäsar | 30411    | BW |
| 17493             | Baurs Park 4 (Lage) | O   | Wohnhaus | | 20. Jh., 2. Viertel | | 30411    | BW |
| 17454             | Baurs Park 5 (Lage) | O   | Wohnhaus | | 20. Jh., 2. Viertel | | 30411    | BW |
| 17453             | Baurs Park 6 (Lage) | O   | Wohnhaus | | 2013 | | 30411    | BW |
| 17452             | Baurs Park 7 (Lage) | O   | Wohnhaus | | 1960, um | | 30411    | BW |
| 17451             | Baurs Park 9 (Lage) | O   | Wohnhaus | | 20. Jh., 2. Viertel | | 30411    | BW |
| 17450             | Baurs Park 11 (Lage) | O   | Wohnhaus | | 1940er Jahre | | 30411    | BW |
| 18115 (1472)      | Baurs Park 21 (Lage) | O   | Wohnhaus | | 1936 | Niermann, Alwin | 30411    | |
| 18114 (1472)      | Baurs Park 26 (Lage) | O   | Wohnhaus | | 1939 | Hermann, Carl | 30411    | |
| 16620 (1472)      | Baurs Park 28 (Lage) | O   | Wohnhaus | | 1937 | Hermann, Carl | 30411    | |
| 17449             | Baurs Park 36 (Lage) | O   | Wohnhaus | | 2000, nach | | 30411    | |
| 17448             | Baurs Park 38 (Lage) | O   | Wohnhaus | | 20. Jh., 2. Viertel | | 30411    | BW |
| 29467 (1177)      | Baurs Weg 2 (Lage) | O   | Villa; Einfriedung | Villa und schmiedeeiserner Einfriedung | 1900, um | Meyer, H. E. August |          | |
| 18116 (1472)      | Baurs Weg 10 (Lage) | O   | Wohnhaus | | 1924 | Bach, Max | 30411    | |
| 17568             | Beckers Treppe 5 (Lage) | O   | Villa | | 1906 | Liebel & Klaus |          | BW |
| 18135             | Bismarckstein in der Grünanlage (Lage) | O   | Kriegerdenkmal (Kriegerdenkmal 1914/18; hier Findling mit Tafel einschließlich Einfriedung und Hecke)                                               | Kriegerdenkmal für die Gefallenen der Marine 1914/18 | 1935 | |          | |
| 18136             | Bismarckstein in der Grünanlage (Lage) | O   | Denkmal | Denkmal für J. H. Sibbert | 1917, nach | |          | |
| 18137             | Bismarckstein in der Grünanlage (Lage) | O   | Denkmal | Denkmal für die Stiftung des Bismarcksteins | 1910 | |          | |
| 30394             | Björnsonweg 9, Falkensteiner Ufer 38, 40, 42, o.Nr., gegenüber von Nr. 42, Kösterbergstraße 31 (Lage) | E   | | Wasserwerk Altona Kösterbergstraße / Falkensteiner Ufer | | | 30394    | BW |
| 16275             | Björnsonweg 9, Kösterbergstraße 31 (Lage) | O   | Wasserwerk (Grundwasserwerk) (Betriebsgebäude; Betriebstechnik; Reinwasserbehälter; Filterbecken; Treppenanlage; Stützmauer (mit Inschrift); u. a.) | Grundwasserwerk auf dem Baursberg | 1909 | | 30394    | |
| 30493             | Blankeneser Bahnhofstraße 6, 8, 10 (Lage) | E   | | Blankeneser Bahnhofstraße 6-10 | | | 30493    | |
| 17564             | Blankeneser Bahnhofstraße 6 (Lage) | O   | Wohnhaus (mit Werkstatt) | | 1872, vor | | 30493    | |
| 18108             | Blankeneser Bahnhofstraße 8 (Lage) | O   | Wohnhaus (mit Werkstatt) | | 1872, vor | | 30493    | |
| 18121             | Blankeneser Bahnhofstraße 10 (Lage) | O   | Wohnhaus (mit Werkstatt) | | 1872, vor | | 30493    | |
| 17559             | Blankeneser Bahnhofstraße 35 (Lage) | O   | Musikschule (ehem.) | Blankeneser Konservatorium | 1908; 1977 (Umnutzung) | Liebel & Klaus |          | |
| 29507 (1570)      | Blankeneser Bahnhofstraße Ecke Mühlenberger Weg (Lage) | O   | Denkmalanlage, Kriegerdenkmal (Kriegerdenkmal 1848/49, u. a.) (Gedenkstein und Doppeleiche)                                                         | Denkmal zur Erinnerung an die Erhebung Schleswig-Holsteins und zum Andenken an die aus der Gemeinde Blankenese im Krieg 1848/49 Gefallenen                                                                                                  | 1898/99, um | |          | weitere Bilder |
| 18134             | Blankeneser Bahnhofstraße Ecke Oesterleystraße (Lage) | O   | Kriegerdenkmal (Kriegerdenkmal 1870/71) (Findling unter Eiche)                                                                                      | | 1895 | |          | weitere Bilder |
| 17563 (521)       | Blankeneser Hauptstraße 13 (Lage) | O   | Wohnhaus | | 1850, um | |          | |
| 16266             | Blankeneser Hauptstraße 22 (Lage) | O   | Wohngebäude | | 1870, vor | |          | BW |
| 30390             | Blankeneser Hauptstraße 38, 39, 41, Hans-Lange-Straße 1, 5 (Lage) | E   | | Blankeneser Hauptstraße / Hans-Lange-Straße | | | 30390    | BW |
| 16264             | Blankeneser Hauptstraße 38 (Lage) | O   | Wohnhaus | | 1850, um | | 30390    | BW |
| 16633             | Blankeneser Hauptstraße 39 (Lage) | O   | Fischerhaus | | 18. Jh. | | 30390    | BW |
| 16645             | Blankeneser Hauptstraße 41 (Lage) | O   | Fischerhaus | | 18. Jh. | | 30390    | BW |
| 29378             | Blankeneser Hauptstraße 58 (Lage) | O   | Kleinwohnhaus; u. a. | Haus, Böschung, Zaun und Treppe | 1850, ca. (vermutlich); 1950er Jahre (Umbau) | |          | BW |
| 17570             | Blankeneser Hauptstraße 71 (Lage) | O   | Wohn- und Geschäftshaus | | 1870, um | |          | BW |
| 29377             | Blankeneser Hauptstraße 92 (Lage) | O   | Wohnhaus | Gebäude mit Feldsteinstützmauer, einfachem Geländer, Tor und Windbäumen | 1850, um | |          | BW |
| 29457 (1712)      | Blankeneser Hauptstraße 102 (Lage) | O   | Etagenhaus | Wohnhaus mit Stützmauer und Eisenstabzaun | 1870, um | |          | |
| 29444 (997)       | Blankeneser Hauptstraße 106 (Lage) | O   | Wohnhaus; Gartenpavillon; u. a. | Wohnhaus, Pflaster, Gartenpavillon, Mauer, Treppe, Einfriedung und Hecke | 1870, um | |          | |
| 16643             | Blankeneser Hauptstraße 109 (Lage) | O   | Etagenhaus | | 1870, um | |          | BW |
| 30491             | Blankeneser Hauptstraße 113, 115 (Lage) | E   | | Blankeneser Hauptstraße 113-115 | | | 30491    | BW |
| 16642             | Blankeneser Hauptstraße 113 (Lage) | O   | Villa | | 1900, um | | 30491    | BW |
| 16636             | Blankeneser Hauptstraße 115 (Lage) | O   | Villa | | 1905/1910, um | | 30491    | BW |
| 30391             | Blankeneser Hauptstraße 135, 137, 139, 141, 143, 145, 147, 149, 151, 153, Bremers Weg 2, 2a (Lage) | E   | | Blankeneser Hauptstraße / Bremers Weg | | | 30391    | |
| 16635             | Blankeneser Hauptstraße 135 (Lage) | O   | Wohn- und Geschäftshaus | | 1900, um (vermutl.) | | 30391    | |
| 17548             | Blankeneser Hauptstraße 137 (Lage) | O   | Wohn- und Geschäftshaus | | 1898 | | 30391    | |
| 16634             | Blankeneser Hauptstraße 139 (Lage) | O   | Etagenhaus | | 1900, um | | 30391    | |
| 15310             | Blankeneser Hauptstraße 141 (Lage) | O   | Wohn- und Geschäftshaus | | 1900, um | | 30391    | |
| 16618             | Blankeneser Hauptstraße 143 (Lage) | O   | Wohn- und Geschäftshaus | | 1890-1900, um | | 30391    | |
| 16271             | Blankeneser Hauptstraße 145 (Lage) | O   | Wohn- und Geschäftshaus | | 1870, um | | 30391    | BW |
| 16270             | Blankeneser Hauptstraße 147 (Lage) | O   | Etagenhaus | | 1870, um | | 30391    | |
| 16269             | Blankeneser Hauptstraße 149 (Lage) | O   | Etagenhaus | | 1870, um | | 30391    | |
| 16268             | Blankeneser Hauptstraße 151 (Lage) | O   | Wohn- und Geschäftshaus | | 1870, um | | 30391    | |
| 16267 (1193)      | Blankeneser Hauptstraße 153 (Lage) | O   | Wohn- und Geschäftshaus | | 1897 | | 30391    | |
| 29239 (1266)      | Blankeneser Hauptstraße 160, Hoher Weg 1a, 1b (Lage) | O   | Speicher (Wohnhaus (nach Umbau)) | | 1880, um; 1921 (Umbau) | Nicht ermittelt; Baedeker, Walther (Umbau) |          | |
| 17394             | Blankeneser Landstraße 5 (Lage) | O   | Wohnhaus | | 1900, um | |          | |
| 17407             | Blankeneser Landstraße 29 (Lage) | O   | Gasthaus | | 1890, vor | |          | |
| 15311 (1778)      | Blankeneser Landstraße 41 (Lage) | O   | Pferdestall (Feuerwache (seit 1922)) | | 1889; 1922 (Umnutzung) | |          | weitere Bilder |
| 30393             | Blankeneser Landstraße 54, 56, 58, Wilhelms Allee 1, 3, 5, 6, 7, 8 (Lage) | E   | | Blankeneser Landstraße / Wilhelms Allee | | | 30393    | BW |
| 16273             | Blankeneser Landstraße 54 (Lage) | O   | Mehrfamilienhaus (vororttypischer gehobener Zuschnitt)                                                                                              | | 1904 | Blöcker, Max | 30393    | BW |
| 15309             | Blankeneser Landstraße 56 (Lage) | O   | Mehrfamilienhaus (vororttypischer gehobener Zuschnitt)                                                                                              | | 1904 | Blöcker, Max | 30393    | BW |
| 17539             | Blankeneser Landstraße 58 (Lage) | O   | Mehrfamilienhaus (vororttypischer gehobener Zuschnitt)                                                                                              | | 1904 | Blöcker, Max | 30393    | BW |
| 17538             | Blankeneser Landstraße 84 (Lage) | O   | Wohnhaus | | 1900, um | Geckler, Wilhelm |          | BW |
| 29461             | Brandts Weg 1 (Lage) | O   | Fischerhaus | Haus und Windbaum | 1860, um | |          | BW |
| 29460             | Brandts Weg 3 (Lage) | O   | Fischerhaus; u. a. | Wohn- und Nebengebäude | 19. Jh. | |          | BW |
| 29459             | Brandts Weg 7 (Lage) | O   | Fischerhaus; Gartenlaube (vermutl.) | Haus, Zaun und Gartenlaube | 18. Jh. | |          | BW |
| 30544             | Breckwoldtstraße 2, Strandtreppe 6 (Lage) | E   | | Breckwoldtstraße 2 / Strandtreppe 6 | | | 30544    | BW |
| 18106             | Breckwoldtstraße 2 (Lage) | O   | Wohnhaus | | 1907 | | 30544    | |
| 16638 (1869)      | Bremers Weg 1 (Lage) | O   | Fischerhaus | | 1791 | |          | |
| 16265             | Bremers Weg 2 (Lage) | O   | Wohnhaus | | 1900, um | | 30391    | |
| 29037             | Bremers Weg 2a (Lage) | O   | Wohn- und Geschäftsgebäude | | 1900, um | | 30391    | |
| 16637 (1822)      | Bremers Weg 5a (Lage) | O   | Fischerhaus | | 18. Jh. | |          | |
| 17437 (1249)      | Bröers Treppe 6 (Lage) | O   | Einfamilienhaus | | 1907 | Baedeker, Walther |          | |
| 17537             | Bröers Treppe 8 (Lage) | O   | Mehrfamilienhaus | | 1900, um | |          | BW |
| 17536             | Bulckestraße 4 (Lage) | O   | Villa | | 1900, ca.; 1938 (Umbau) | |          | |
| 18078             | Caprivistraße 13 (Lage) | O   | Wohnhaus | | 1911 | Brokmann, Max |          | BW |
| 17535 (857)       | Caprivistraße 17 (Lage) | O   | Villa | | 1911 | Brokmann, Max |          | |
| 18199             | Dormienstraße 7 (Lage) | O   | Gericht | Amtsgericht Blankenese | 1882 | |          | weitere Bilder |
| 29505             | Dormienstraße 14 (Lage) | O   | Villa | | 19. Jh., spätes | |          | BW |
| 16703 (825)       | Elbchaussee 530 (Lage) | O   | Wohnhaus (Schulgebäude/Lehrerwohnhaus (nach Umnutzung 1808)) (Geschäft (nach Umnutzung 1888))                                                       | | 1800 um; 1808 (1. Umnutzung); 1880 (2. Umnutzung) | |          | weitere Bilder |
| 29508 (159)       | Elbchaussee 547 (Lage) | O   | Landhaus | Landhaus P. Godeffroy ("Weißes Haus") mit Tor und Einfriedung | 1789/92 | Hansen, Christian F. |          | |
| 30231             | Elbchaussee 548, 550, 552 (Lage) | E   | | Elbchaussee 548-552 | | | 30231    | BW |
| 15139             | Elbchaussee 548 (Lage) | O   | Villa; Zaun; Vorgarten | | 1909 | Wrage, J. H. | 30231    | BW |
| 15140 (1588)      | Elbchaussee 550 (Lage) | O   | Villa; Zaun; Vorgarten | | 1906 | Schöss, Paul | 30231    | |
| 15141             | Elbchaussee 552 (Lage) | O   | Villa; Zaun; Vorgarten | | 1909 | Fehrs, Hans | 30231    | BW |
| 15320             | Elbchaussee 557 (Lage) | O   | Villa | | 1910, ca. | |          | BW |
| 38910 (1472, 156) | Elbchaussee 563, 565, 567, Mühlenberger Weg 33, 35, 37, 39, 39a (Lage) | O   | Einfriedung (gusseiserne Einzäunung) | Einfriedung des Baurs Park an Elbchaussee und Mühlenberger Weg | 19. Jh. | | 30411    | BW |
| 17432 (468)       | Elbchaussee 564 (Lage) | O   | Apotheke (Handwerkerhaus) | | 1836, um | Hansen, Johann Matthias |          | |
| 17430             | Elbchaussee 574 (Lage) | O   | Villa; Einfriedung | | 1908, vor | | 30474    | |
| 30479             | Elbchaussee o.Nr., Gätgensstraße o.Nr., Pepers Diek o.Nr. (Lage) | E   | | Kriegerdenkmäler Elbchaussee Ecke Gätgensstraße / Pepers Diek | | | 30479    | |
| 17470             | Elbchaussee o.Nr., Gätgensstraße o.Nr., Pepers Diek o.Nr. (Lage) | O   | Kriegerdenkmal (Kriegerdenkmal 1870/71) | Kriegerdenkmal 1870/71 | 19. Jh., spätes | | 30479    | |
| 17471             | Elbchaussee o.Nr., Gätgensstraße o.Nr., Pepers Diek o.Nr. (Lage) | O   | Kriegerdenkmal (Kriegerdenkmal 1914/18 und 1939/45)                                                                                                 | Kriegerdenkmal 1914/18 und 1939/45 | 1934 (Findling); 1945, nach | | 30479    | |
| 18200             | Elbchaussee o.Nr., Gätgensstraße o.Nr., Pepers Diek o.Nr. (Lage) | O   | Denkmal (Denkmal für die Erhebung Schleswig-Holsteins 1848)                                                                                         | Denkmal für die Erhebung Schleswig-Holsteins 1848 | 1898 | | 30479    | |
| 29458             | Elbterrasse 1 (Lage) | O   | Wohnhaus; Einfriedung | Haus und Zaun | 1880, um | |          | BW |
| 13452             | Elbterrasse 2 (Lage) | O   | Fischerhaus | | 1698 | |          | BW |
| 17435 (356)       | Elbterrasse 4, 6 (Lage) | O   | Dreehus | | 1737 | |          | |
| 17434 (413)       | Elbterrasse 5, 7 (Lage) | O   | Tweehus (Fachwerkhaus) | | 1736 | |          | |
| 29448 (1369)      | Erik-Blumenfeld-Platz 13 (Lage) | O   | Wohnhaus | Wohnhaus einschl. Gartenbereich mit Terrassierung, altem Baumbestand und der Treppen-/Brunnenanlage südlich des Hauses | 1908 | Raabe & Wöhlecke (Raabe, Ludwig/Wöhlecke, Otto) |          | |
| 17567             | Erik-Blumenfeld-Platz 15 (Lage) | O   | Wohnhaus | | 1907 | Lundt & Kallmorgen (Lundt, Werner/Kallmorgen, Georg) |          | |
| 17566             | Erik-Blumenfeld-Platz 17 (Lage) | O   | Wohnhaus | | 1908 | Ramcke, Ernst |          | |
| 18110 (1672)      | Erik-Blumenfeld-Platz 29, 29a (Lage) | O   | Bahnhof | Bahnhof Blankenese | 1866-1867 | |          | weitere Bilder |
| 31254             | Falkenstein 1, 3 (Lage) | E   | | Falkenstein 1-3 | | | 31254    | BW |
| 11765             | Falkenstein 1 (Lage) | O   | Landhaus; Einfriedungen; Auffahrt | Haus Behrens (später Institut für Friedensforschung) | 1937 | Coste, Waldemar | 31254    | BW |
| 11770             | Falkenstein 3 (Lage) | O   | Pförtnerhaus; Remise | Haus Behrens (später Institut für Friedensforschung) | 1937 | Coste, Waldemar | 31254    | BW |
| 17433 (647)       | Falkensteiner Ufer 28a, 28b, 28c (Lage) | O   | Handwerkerhaus (Reepschlägerei), Mehrfamilienhaus (nach Umnutzung)                                                                                  | | 18. Jh., Ende | |          | |
| 15319             | Falkensteiner Ufer 38, 40 (Lage) | O   | Wasserwerk (Pumpwerk) (Maschinenhaus/Kesselhaus) | Pumpwerk am Falkensteiner Ufer (Maschinenhaus/Kesselhaus) | 1859 | Hawksley, Thomas/Lindley, William | 30394    | BW |
| 11760             | Falkensteiner Ufer 42 (Lage) | O   | Wasserwerk, Pumpwerk (Beamtenwohnhaus) | Pumpwerk am Falkensteiner Ufer (Beamtenwohnhaus) | 1859 | Hawksley, Thomas/Lindley, William | 30394    | |
| 15312             | Falkensteiner Ufer 52 (Lage) | O   | Gartenhaus | Landhaus Schultz | 1904-1911 | Gerson, Hans/Gerson, Oskar |          | BW |
| 16705 (847)       | Falkensteiner Ufer 58 (Lage) | O   | Kate | | 18. Jh.; 20. Jh., spätes (Wiederaufbau) | |          | |
| 11761             | Falkensteiner Ufer o.Nr., gegenüber von Nr. 42 (Lage) | O   | Wasserwerk, Pumpwerk (Rückhaltebecken) | Pumpwerk am Falkensteiner Ufer (Rückhaltebecken) | 1898; 2010/2011 (Renaturierung) | | 30394    | |
| 18198 (1876)      | Falkensteiner Ufer o.Nr., nördlich von Nr. 26/28 (Lage) | O   | Park | Römischer Garten | 1856; 1880–90 (1. Erweiterung, u. a. Anlegung Terrasse); 1897, ab (Neugestaltung Terrasse); 1913, ab (Neugestaltung, u. a. Anlegung "Heckentheater"); 1952, ab (Umwidmung, Verkleinerung) | Semper, Johann Carl; Richter, Anton Julius (1. Erweiterung); Jürgens, Rudolph (Neugestaltung ab 1897); Hoffa, Else (Neugestaltung ab 1913, nach Plänen von Puls & Richter) |          | |
| 29453             | Falkensteiner Weg 2, 4 (Lage) | O   | Wohngebäude (Arbeiterwohnhäuser) | Arbeiterwohnhäuser des Wasserwerks Altona | 1883-1887 | Kümmel, Werner |          | BW |
| 18201             | Falkentaler Weg o.Nr., Schinckels Park (Lage) | O   | Denkmal | Denkmal für die Stiftung von Schinckels Park | 20. Jh., 1. Drittel | |          | |
| 18081             | Frahmstraße 39 (Lage) | O   | Wohnhaus | | 1900 | |          | BW |
| 29435             | Friedrich-Legahn-Straße 2 (Lage) | O   | Etagenhaus | Gebäude und Einfriedung | 1900, um | |          | BW |
| 30488             | Friedrich-Legahn-Straße 4, 5, 6 (Lage) | E   | | Friedrich-Legahn-Straße 4-6 | | | 30488    | BW |
| 17546 (1618)      | Friedrich-Legahn-Straße 4 (Lage) | O   | Wohnhaus | | 1900, um | . | 30488    | |
| 17547 (1618)      | Friedrich-Legahn-Straße 5 (Lage) | O   | Wohnhaus | | 1902 | Wrage, Wilhelm | 30488    | BW |
| 17545 (1618)      | Friedrich-Legahn-Straße 6 (Lage) | O   | Wohnhaus | | 1900, um | | 30488    | |
| 17565             | Godeffroystraße 15 (Lage) | O   | Wohnhaus | | 1909 | Wrage, Wilhelm |          | BW |
| 29463             | Godeffroystraße 20 (Lage) | O   | Villa; Einfriedung | Haus und Einfriedung | 1909 | Schümmann, R. |          | BW |
| 30487             | Godeffroystraße 25, 27 (Lage) | E   | | Godeffroystraße 25-27 | | | 30487    | BW |
| 17544             | Godeffroystraße 25 (Lage) | O   | Wohngebäude | | 1910 | Baedeker, Walther | 30487    | BW |
| 18095             | Godeffroystraße 27 (Lage) | O   | Wohngebäude | | 1910 | Baedeker, Walther | 30487    | BW |
| 16274 (1500)      | Godeffroystraße 40 (Lage) | O   | Doppelhaus | | 1909 | Brokmann, Max |          | |
| 16688 (157)       | Goßlers Park 1 (Lage) | O   | Landhaus (Rathaus (nach Umnutzung)) | Landhaus Blacker (später Goßlerhaus, später Ortsamt Blankenese) | 1901; 1924 (Umbau) (Vorgängerbau: 1794/95; 1897 (Umbau mit Aufstockung); 1901 (Brand)) | Nicht ermittelt (Vorgängerbau von 1794/95: Hansen, Christian F.) | 30409    | |
| 17465             | Goßlers Park 1 (Lage) | O   | Denkmal, Gedenkstein | Denkmal für die Erwerbung des Goßlers Park am 11. Juli 1924 | 1920er Jahre | | 30409    | |
| 17481 (152)       | Goßlers Park 1 (Lage) | O   | Plastik | Plastik "Psyche" | 1838; 1945, nach (Translozierung) | Bissen, Hermann Wilhelm | 30409    | BW |
| 18102             | Goßlers Park 1a (Lage) | O   | Stallgebäude (mit Wohnteil) (Wohnhaus (nach Umbau))                                                                                                 | | 1802, vor; 1926 (Umbau) | Hansen, Christian F. (zugeschrieben) | 30409    | BW |
| 30486             | Goßlers Park 6, 8, 10, 12, Sülldorfer Kirchenweg 17, 19, 21 (Lage) | E   | | Goßlers Park / Sülldorfer Kirchenweg | | | 30486    | BW |
| 18098             | Goßlers Park 6 (Lage) | O   | Wohnhaus | | 1926 | Brokmann, Max | 30486    | BW |
| 18097             | Goßlers Park 8 (Lage) | O   | Wohnhaus | | 1926 | Schümann, Rudolf | 30486    | BW |
| 17543             | Goßlers Park 10 (Lage) | O   | Landhaus | Haus Martens | 1926 | Baedeker, Walther | 30486    | BW |
| 18096             | Goßlers Park 12 (Lage) | O   | Wohnhaus | | 1926 | Schümann, Rudolf | 30486    | BW |
| 30485             | Goßlerstraße 1, 3, 5 (Lage) | E   | | Goßlerstraße 1-5 | | | 30485    | BW |
| 17542             | Goßlerstraße 1 (Lage) | O   | Villa | | 1900, vor | | 30485    | BW |
| 17541             | Goßlerstraße 3 (Lage) | O   | Villa | | 1900 | Wrage, Wilhelm | 30485    | BW |
| 17540             | Goßlerstraße 5 (Lage) | O   | Villa | | 1900, vor | | 30485    | BW |
| 30484             | Goßlerstraße 22, 24 (Lage) | E   | | Goßlerstraße 22-24 | | | 30484    | |
| 16624 (1535)      | Goßlerstraße 22 (Lage) | O   | Wohnhaus | Haus Dr. Gärtner | 1929 | Bensel & Kamps (Bensel, Carl Gustav/Kamps, Johann) | 30484    | BW |
| 15321 (1535)      | Goßlerstraße 24 (Lage) | O   | Landhaus | Haus Mönckeberg-Kollmar | 1930 | Bensel & Kamps (Bensel, Carl Gustav/Kamps, Johann) | 30484    | BW |
| 29447 (1142)      | Grotiusweg 36 (Lage) | O   | Villa; Außenanlagen (Umgebung der Villa) | Villa und Grundstück als deren Umgebung | 1905 | Mahlmann, Max |          | |
| 29441 (1265)      | Grotiusweg 37 (Lage) | O   | Wohnhaus/Atelierhaus; Garten | Wohn- und Atelierhaus mit gestaltetem Garten | 1911 | Baedeker, Walther |          | |
| 39041             | Grotiusweg 79, o.Nr., o.Nr. (Lage) | E   | | Landhaus Michaelsen und Sven-Simon-Park | | | 39041    | |
| 29381 (883)       | Grotiusweg 79 (Lage) | O   | Landhaus; Stützmauer | Landhaus Michaelsen | 1922/23 | Karl Schneider | 39041    | weitere Bilder |
| 26375             | Grotiusweg o.Nr. (Lage) | O   | Park | Sven-Simon-Park | 1925, ab; 1955, nach | Gustav Lüttge (u. a.) |          | |
| 39040             | Grotiusweg o.Nr. (Lage) | O   | Garten | Garten Michaelsen | 1925, um; 1963, nach | Lüttge, Gustav |          | BW |
| 17549             | Grube 2 (Lage) | O   | Wohnhaus | | 1912, um | |          | BW |
| 15317             | Hans-Lange-Straße 1 (Lage) | O   | Fischerhaus | | 1900, um | | 30390    | BW |
| 15315             | Hans-Lange-Straße 4 (Lage) | O   | Wohnhaus | | 1900, um | |          | BW |
| 15316             | Hans-Lange-Straße 5 (Lage) | O   | Wohnhaus | | 18. Jh. | | 30390    | BW |
| 29243             | Hans-Lange-Straße 27, Möllers Treppe 3 (Lage) | O   | Wohnhaus | | 19. Jh., Mitte | |          | BW |
| 16617             | Hasenhöhe 23 (Lage) | O   | Kate | | 1789, vor (vermutl.) | |          | BW |
| 30543             | Hasenhöhe 58, 60, 62 (Lage) | E   | | Hasenhöhe 58-62 | | | 30543    | BW |
| 18079             | Hasenhöhe 58 (Lage) | O   | Mehrfamilienhaus (Eisenbahnerwohnungen) | | 1900, um | Jahn, H. | 30543    | BW |
| 18077             | Hasenhöhe 60 (Lage) | O   | Mehrfamilienhaus (Eisenbahnerwohnungen) | | 1900, um | Jahn, H. | 30543    | BW |
| 18076             | Hasenhöhe 62 (Lage) | O   | Mehrfamilienhaus (Eisenbahnerwohnungen) | | 1900, um | Jahn, H. | 30543    | BW |
| 30483             | Hasenhöhe 109, 111, 113, 115, 117, 119, Willhöden 1, 2, 3, 4, 5, 6, 7, 8, 9, 10, 12, 14, 16, 18 (Lage) | E   | | Hasenhöhe / Willhöden | | | 30483    | BW |
| 15314             | Hasenhöhe 109 (Lage) | O   | Doppelhaus | | 1929 | Ehlers, Paul | 30483    | BW |
| 18075             | Hasenhöhe 111 (Lage) | O   | Doppelhaus | | 1929 | Ehlers, Paul | 30483    | BW |
| 18074             | Hasenhöhe 113, 115 (Lage) | O   | Doppelhaus | | 1929 | Ehlers, Paul | 30483    | BW |
| 18073             | Hasenhöhe 117, 119 (Lage) | O   | Doppelhaus | | 1929 | Ehlers, Paul | 30483    | BW |
| 29503             | Hilgendorfweg 15 (Lage) | O   | Wohnhaus; Einfriedung | Wohnhaus und Einfriedung | 1961 | Bunje, Helmut/Bunje, Traute |          | |
| 18117             | Hilgendorfweg 18 (Lage) | O   | Wohnhaus | | 1932 | Brokmann, Max |          | BW |
| 30395             | In de Bargen 31, 35 (Lage) | E   | | Falkensteiner Hof In de Bargen | | | 30395    | BW |
| 16278 (1910)      | In de Bargen 31 (Lage) | O   | Wohnwirtschaftsgebäude | Falkensteiner Hof | 1900, um | | 30395    | |
| 18104 (1910)      | In de Bargen 35 (Lage) | O   | Wohnwirtschaftsgebäude | Falkensteiner Hof | 1900, um | | 30395    | BW |
| 16277             | Ingwersens Weg 6 (Lage) | O   | Villa | | 1870, vor | |          | BW |
| 16276             | Kahlkamp 2 (Lage) | O   | Fischerhaus | | 18. Jh. | |          | BW |
| 29443 (1285)      | Kahlkamp 5, 7, 9 (Lage) | O   | Schule; Wohngebäude | Schulgebäude samt den ehemals für Schuldiener und Lehrer erbauten Wohnhäusern | 1874–75; 1887 (Erw.) | |          | weitere Bilder |
| 39005             | Kapitän-Dreyer-Weg 26 (Lage) | O   | Einfamilienhaus | | 1932 | Hedenus, Heinz |          | BW |
| 18203             | Kirschtenstraße vor dem Gebäude Oesterleystraße 27 | O   | Kriegerdenkmal (Kriegerdenkmal 1914/18 und 1939/45) (Findling)                                                                                      | | 20. Jh., 2. Drittel | |          | |
| 30468             | Kösterbergstraße 3, 5, 7 (Lage) | E   | | Kösterbergstraße 3-7 | | | 30468    | |
| 17392             | Kösterbergstraße 3 (Lage) | O   | Wohnhaus | | 1900, um | | 30468    | |
| 29451             | Kösterbergstraße 4 (Lage) | O   | Wohnhaus; Einfriedung; Tor | Wohnhaus und Einfriedungsmauer samt Tor | 1910 | Schultze-Naumburg, Paul |          | |
| 17438 (1088)      | Kösterbergstraße 5 (Lage) | O   | Wohnhaus | | 1908 | Sörensen, J. A. C. (Maurermeister) | 30468    | |
| 17391             | Kösterbergstraße 7 (Lage) | O   | Wohnhaus | | 1900, um | | 30468    | |
| 29382 (736)       | Kösterbergstraße 10 (Lage) | O   | Landhaus; Garage | Gebäude einschließl. Garagenbau | 1911 | Baedeker, Walther |          | |
| 17387             | Kösterbergstraße 40d (Lage) | O   | Wohnhaus | | 1949 | Burmester, Gustav |          | BW |
| 29379 (1554)      | Kösterbergstraße 60 (Lage) | O   | Wohnhaus | Fachwerkbau mit umgebenden Grünflächen | 1796 | |          | |
| 29437             | Krähenhorst 5 (Lage) | O   | Wohnhaus | Gebäude, Einfriedung und Tor | 1912 | Blöcker, Max |          | BW |
| 16708             | Krumdal 8 (Lage) | O   | Fischerhaus | | 1809 | |          | BW |
| 16698             | Krumdal 12 (Lage) | O   | Tweehus (Haushälfte) | | 18. Jh. | |          | BW |
| 16697 (1451)      | Krumdal 14 (Lage) | O   | Fischerhaus | | 18. Jh. | |          | |
| 17393 (1593)      | Krumdal 16 (Lage) | O   | Fischerhaus | | 1850, um | |          | |
| 29384 (1003)      | Krumdal 18 (Lage) | O   | Tweehus; u. a. | "Tweehuus" mit fester historischer Ausstattung, Anbau samt Grundstücksgestaltung und -ausstattung (Treppen, Pflaster und Stützmauern) | 18. Jh.; 19. Jh., Mitte (Anbau) | |          | BW |
| 18120             | Krumdals Weg 9 (Lage) | O   | Wohnhaus | Haus Fraenkel | 1920; 1964 (prägender Umbau) | Paul, Bruno; Pinnau, Cäsar (prägender Umbau) |          | BW |
| 18144             | Mitteltreppe 2 (Lage) | O   | Fischerhaus | | 18. Jh. | |          | BW |
| 18364             | Mitteltreppe 3 (Lage) | O   | Fischerhaus | | 18. Jh. | |          | BW |
| 18083             | Mörikestraße 9 (Lage) | O   | Wohnhaus | | 1928/29 | York & Pittin |          | BW |
| 17428 (940)       | Mörikestraße 14 (Lage) | O   | Wohnhaus | | 1928 | Jochem, M. H. A. |          | |
| 18082             | Mühlenberg 8 (Lage) | O   | Wohnhaus | Haus Heyden | 1971/72 | Heyden, Burkard |          | BW |
| 16696             | Mühlenberg 42, 44 (Lage) | O   | Tweehus | | 18. Jh. | |          | BW |
| 17426             | Mühlenberg 62 (Lage) | O   | Wohnhaus | | 1966 | Ohrt, Timm |          | BW |
| 30410             | Mühlenberg 72, 74, Panzerstraße 2, 4 (Lage) | E   | | Mühlenberg / Panzerstraße | | | 30410    | BW |
| 16695 (1425)      | Mühlenberg 72, 74 (Lage) | O   | Dreehus | | 1802 | | 30410    | |
| 16725             | Mühlenberger Weg 1 (Lage) | O   | Wohnhaus | | 1950er Jahre | Nicht ermittelt | 30411    | BW |
| 16726             | Mühlenberger Weg 11 (Lage) | O   | Wohnhaus | | 1950er Jahre | Nicht ermittelt | 30411    | BW |
| 18183 (1721)      | Mühlenberger Weg 16 (Lage) | O   | Villa | | 1865–66 | Meuron, Auguste de |          | |
| 17427             | Mühlenberger Weg 28 (Lage) | O   | Wohnhaus | | 1910 | Gerson, Hans/Gerson, Oskar |          | BW |
| 17443 (152, 156)  | Mühlenberger Weg 33 (Lage) | O   | Landhaus | Landhaus Baur / Katharinenhof | 1826–33 | Hansen, Johann Matthias/Schmidt, Ole Jörgen; Ramée, Joseph-Jacques (Garten)                                                                                                | 30411    | |
| 17397 (156)       | Mühlenberger Weg 35 (Lage) | O   | Stallgebäude/Remise | Landhaus Baur (Remise) | 1839 | Hansen, Johann Matthias | 30411    | BW |
| 30232             | Mühlenberger Weg 49, 51, 53 (Lage) | E   | | Mühlenberger Weg 49-53 | | | 30232    | BW |
| 15142 (1584)      | Mühlenberger Weg 49 (Lage) | O   | Wohnhaus | | 1900, um | | 30232    | |
| 15143             | Mühlenberger Weg 51 (Lage) | O   | Wohnhaus | | 1900, um | | 30232    | BW |
| 15144             | Mühlenberger Weg 53 (Lage) | O   | Wohnhaus | | 1900, um | | 30232    | BW |
| 30469             | Mühlenberger Weg 57, 59 (Lage) | E   | | Mühlenberger Weg 57-59 | | | 30469    | BW |
| 18092             | Mühlenberger Weg 57 (Lage) | O   | Wohnhaus | | 1900, um | | 30469    | BW |
| 17396             | Mühlenberger Weg 59 (Lage) | O   | Wohnhaus | | 1900, um | | 30469    | BW |
| 29462             | Mühlenberger Weg 62 (Lage) | O   | Wohnhaus | Gebäude und Einfriedung | 1913 (vermutl.) | |          | BW |
| 30412             | Mühlenberger Weg 64, 66, 68 (Lage) | E   | | Blankeneser Kirche | | | 30412    | weitere Bilder |
| 16702 (1270)      | Mühlenberger Weg 64 (Lage) | O   | Gemeindehaus | | 1895/97 | Ehrhardt, Ernst | 30412    | |
| 17399 (1270, 398) | Mühlenberger Weg 66 (Lage) | O   | Kirche | Blankeneser Kirche | 1895/97 | Ehrhardt, Ernst | 30412    | |
| 17398 (1270)      | Mühlenberger Weg 68 (Lage) | O   | Pastorate | | 1895/97 | Ehrhardt, Ernst | 30412    | |
| 30475             | Oesterleystraße 20, o.Nr. (Lage) | E   | | Hessepark/Hessehaus | | | 30475    | BW |
| 17441 (158)       | Oesterleystraße 20 (Lage) | O   | Landhaus | Landhaus Klünders Park (Hessehaus) | 1800, um (Grundstückskauf 1799) | Nicht bekannt | 30475    | |
| 18091             | Oesterleystraße 22 im Gebäude (Lage) | O   | Wandgemälde | Wandgemälde im Finanzamt Blankenese | 1937/38 | Thämer, Otto (Wandgemälde im Erdgeschoss)/Bergen, Ary (Wandgemälde im Obergeschoss)                                                                                        |          | BW |
| 29502             | Oesterleystraße 27 (Lage) | O   | Schulanlage (Realschule/Lyzeum) | Schulanlage aus ehem. Realschule und ehem. Lyzeum (Zwischentrakt, Mehrzweckhalle und Pavillons nicht konstituierend), heute Gymnasium Blankenese                                                                                            | 1893/94 (Realschule); 1904 (Realschule Erweiterung); 1906 (Lyzeum); 1925 (Umbau Realschule); 1970-1978 (neuere Bauten, Zwischentrakt)                                                     | Greve (Baurat) (Neubau Realschule 1893/94); Baedeker, Walther (Umbau 1925)                                                                                                 |          | weitere Bilder |
| 39116 (1875)      | Oesterleystraße 66, 66 (Lage) | E   | | Oesterleystraße 66 | | | 39116    | BW |
| 29027 (1875)      | Oesterleystraße 66 (Lage) | O   | Villa | | 1890, um; 1900, um (Umbau) | Unbekannt | 39116    | BW |
| 39115 (1875)      | Oesterleystraße 66 (Lage) | O   | Gartenanlage (Terrassen; Gartenhaus; Baumbestand; u. a.)                                                                                            | | 1890, um; 1900, um (Gartenhaus) | Unbekannt | 39116    | BW |
| 17436 (1280)      | Oesterleystraße 77 (Lage) | O   | Wohnhaus | | 1910 | Brockmann, A. |          | |
| 18103             | Oesterleystraße 90 (Lage) | O   | Villa | | 1900, vor | |          | |
| 15313             | Oesterleystraße o.Nr. (Lage) | O   | Park | Hessepark | 1799, ab; 1850, nach | Jürgens, Friedrich Joachim Christian | 30475    | BW |
| 29466             | Ole Hoop 3 (Lage) | O   | Wohnhaus; Einfriedung | Wohnhaus und Einfriedung | 1913 | Wrage, Wilhelm |          | BW |
| 30492             | Ole Hoop 9, 11, 18, 20 (Lage) | E   | | Ole Hoop 9-11, 18-20 | | | 30492    | BW |
| 17561             | Ole Hoop 9 (Lage) | O   | Wohnhaus | | 1909 | Wrage, Wilhelm | 30492    | BW |
| 17560             | Ole Hoop 11 (Lage) | O   | Wohnhaus | | 1908 | Wrage, Wilhelm | 30492    | BW |
| 17562             | Ole Hoop 16 (Lage) | O   | Wohnhaus | | 1909; 1919 | Baedeker, Walther |          | BW |
| 16640             | Ole Hoop 18 (Lage) | O   | Wohnhaus | | 1907 | Liebel & Klaus | 30492    | BW |
| 16641             | Ole Hoop 20 (Lage) | O   | Wohnhaus | | 1907 | | 30492    | BW |
| 16632             | Ole Hoop 21 (Lage) | O   | Einfamilienhaus | | 1927 | Baedeker, Walther |          | BW |
| 16693             | Op'n Kamp 2, 4 (Lage) | O   | Tweehus | | 1788 | |          | BW |
| 16692 (1625)      | Op'n Kamp 28 (Lage) | O   | Tweehus (Haushälfte) | | 18. Jh. | |          | |
| 18090             | Osterweg 9 (Lage) | O   | Fischerhaus | | 1850, um | |          | BW |
| 16706 (702)       | Osterweg 11, 13 (Lage) | O   | Tweehus | | 1800, um | |          | |
| 17445 (1318)      | Paarmanns Weg 1 (Lage) | O   | Tweehus | | 18. Jh. | | 30408    | BW |
| 16694 (1425)      | Panzerstraße 2, 4 (Lage) | O   | Dreehus | | 1802 | | 30410    | BW |
| 16686 (1293)      | Panzerstraße 10, 12 (Lage) | O   | Tweehus | | 1732-1735 | |          | |
| 29383 (1005)      | Panzerstraße 11, 13 (Lage) | O   | Fischerhäuser; u. a. | Häuser, Nebengebäude, Mauern, Terrassen und Pflaster | 1803 | |          | |
| 18089             | Pepers Diek 2, 4 (Lage) | O   | Doppelhaus | | 1860, um | |          | BW |
| 18088 (388)       | Richard-Dehmel-Straße 1 (Lage) | O   | Villa | Richard-Dehmel-Haus | 1910 | Baedeker, Walther |          | |
| 29464             | Richard-Dehmel-Straße 25 (Lage) | O   | Mehrfamilienhaus; Gartenhaus | Haus und Gartenhäuschen | 1900, um | |          | |
| 16691             | Rutsch 2 (Lage) | O   | Tweehus | | 18. Jh. | |          | BW |
| 16701 (1098)      | Schenefelder Landstraße 3 (Lage) | O   | Kirche | Kirche Maria Grün | 1929/30 | Holzmeister, Clemens |          | |
| 17405             | Schulten Immenbarg 1 (Lage) | O   | Wohnhaus | | 1900, um | |          | BW |
| 29442 (1224)      | Sibbertstraße 1, 1a, 1b (Lage) | O   | Elektrizitätswerk (Wohnhaus; Maschinenhalle; Kesselhaus)                                                                                            | ehem. Elektrizitätswerk mit Direktionswohnhaus, Maschinenhalle und Kesselhaus | 1900, um | Sahling |          | |
| 29436             | Siebenbuchen 2 (Lage) | O   | Wohnhaus | Haus und erhaltene Reste der umgebenen Gartengestaltung | 1957 | Tinneberg, Hans-Georg |          | BW |
| 17409             | Siebenweg 1 (Lage) | O   | Wohnhaus | | 1938, 2020 abgerissen | Bensel, Carl Gustav |          | BW |
| 29506             | Simrockstraße 23 (Lage) | O   | Wohngebäude; Einfriedung; Windbäume | bäuerliches Wohngebäude, Einfriedung und Windbäume | 19. Jh., 3. Viertel | |          | BW |
| 17444 (893)       | Strandtreppe 4 (Lage) | O   | Wohnhaus | | 1880, um | |          | |
| 18105             | Strandtreppe 6 (Lage) | O   | Wohnhaus | | 1900, um | | 30544    | |
| 29440 (1014)      | Strandtreppe 18 (Lage) | O   | Wohnhaus; Nebengebäude; u. a. | Wohngebäude mit Nebengebäuden, terrassiertem Grundstück, Treppen, Futtermauern und Bäumen | 18. Jh. | |          | |
| 18113 (1472)      | Strandweg 1 (Lage) | O   | Gasreglerhaus/Wohnhaus | | 1924 | Bach, Max | 30411    | |
| 17440 (1020)      | Strandweg 10 (Lage) | O   | Wohnhaus | | 1875, um | |          | |
| 16704 (1048)      | Strandweg 13 (Lage) | O   | Hotel (Strandhotel) | | 1902 | |          | |
| 29501             | Strandweg 16, 17 (Lage) | O   | Doppelhaus | Wohngebäude mit Baumreihe, Garten, Gartenlaube und Einfriedung | 1820, um | |          | BW |
| 17442 (1208)      | Strandweg 46, 46a, 47 (Lage) | O   | Kleinwohnhaus (ortstypisches Reihenwohnhaus mit drei Hausteilen)                                                                                    | | 1820, um | |          | |
| 18360             | Strandweg 54 (Lage) | O   | Wohnhaus | | 1900, um | |          | BW |
| 18359 (1611)      | Strandweg 63, 64 (Lage) | O   | Fischerhaus (Tweehus-Hälfte) | | 18. Jh. (1789, vor) | |          | |
| 18087             | Strandweg 83 (Lage) | O   | Wohnhaus | | 1914 | Finckh, Eugen |          | BW |
| 18358 (1598)      | Strandweg 83a (Lage) | O   | Wohnhaus mit Garten | Wohnhaus Paul Seitz | 1959/60 | Seitz, Paul (Haus und Garten) |          | |
| 18357             | Strandweg 84 (Lage) | O   | Wohnhaus | | 1900, um | |          | BW |
| 18086             | Strandweg 92 (Lage) | O   | Landhaus | | 1915 | Liebel & Klaus |          | BW |
| 29511             | Strandweg 92a (Lage) | O   | Wohnhaus | Wohnhaus und Gartenhäuschen | 1850, um | |          | BW |
| 16690             | Strandweg 94 (Lage) | O   | Tweehus (Haushälfte) | | 18. Jh. | |          | BW |
| 17388             | Strandweg o.Nr., am Knüll (Lage) | O   | Einfriedung | Gusseisernes Gitter am „Knüll“ | 1904 | |          | BW |
| 18204             | Strandweg o.Nr., in der Grünanlage unterhalb von Mühlenberg 86 (Lage) | O   | Denkmal (Gedenkstein/Stele) | Denkmal für die Schwedenhilfe 1946-1950 | 1950er Jahre | |          | BW |
| 16700 (394)       | Strandweg o.Nr., unterhalb von Baurs Park (Lage) | O   | Einfriedung (gusseisernes Gitter) | | 19. Jh., Mitte | | 30411    | |
| 29446 (1174)      | Süllbergsterrasse 2 (Lage) | O   | Gasthaus/Ausflugslokal (Gasthaus/Hotel; Saalbau mit Konzert- und Ballsaal/Aussichtsturm; Remise; Terrassen; Treppenanlagen; u. a.)                  | Gasthausanlage mit Saalbau einschl. Aussichtsturm, dem "Kreuz"-, Nord- und Westbau, der Remise, den verschiedenen Terrassen im Osten, Süden und Norden und den dazugehörigen Futtermauern, den Treppenanlagen und dem historischen Pflaster | 1887 (Saalbau mit Aussichtsturm/Gästeterrassen); 1890, ca. (Remise mit Wohnteil); 1903 (Gasthaus)                                                                                         | Jacobssen, Richard (Gasthaus) |          | BW |
| 18071 (776)       | Süllbergsterrasse 9 (Lage) | O   | Wohnhaus | | 1875, um | |          | |
| 29510             | Süllbergstreppe 3a (Lage) | O   | Wohnhaus; u. a. | Wohnhaus mit Außengestaltung, Schwimmbad und Terrassen | 1968 | Laage, Gerhart |          | BW |
| 11762 (1895)      | Süllbergsweg 7 (Lage) | O   | Doppelhaus | | 19. Jh. (vermutlich) | Nicht ermittelt |          | BW |
| 18101             | Sülldorfer Kirchenweg 17 (Lage) | O   | Wohnhaus | | 1926 | Stuhlmann, Karl | 30486    | BW |
| 18100             | Sülldorfer Kirchenweg 19 (Lage) | O   | Wohnhaus | | 1926 | Torge, F. | 30486    | BW |
| 18099             | Sülldorfer Kirchenweg 21 (Lage) | O   | Wohnhaus | | 1927 | Machel, Hermann | 30486    | BW |
| 18080             | Sülldorfer Kirchenweg 38 (Lage) | O   | Wohnhaus | | 1906 | Frejtag & Wurzbach (Frejtag, Leon/Wurzbach, Hermann) |          | BW |
| 18112             | Sülldorfer Kirchenweg 50 (Lage) | O   | Wohnhaus | | 1922 | Brehmer/Rieckmann |          | BW |
| 17389 (1481)      | Sülldorfer Kirchenweg 71 (Lage) | O   | Einfamilienhaus | | 1906 | Höger, Fritz |          | |
| 17386             | Wilhelms Allee 1 (Lage) | O   | Einfamilienhaus (vororttypischer gehobener Zuschnitt)                                                                                               | | 1900, um | Blöcker, Max | 30393    | BW |
| 29067             | Wilhelms Allee 3 (Lage) | O   | Einfamilienhaus (vororttypischer gehobener Zuschnitt)                                                                                               | | 1900, um | | 30393    | BW |
| 17385             | Wilhelms Allee 5 (Lage) | O   | Einfamilienhaus (vororttypischer gehobener Zuschnitt)                                                                                               | | 1900, um | | 30393    | BW |
| 17419             | Wilhelms Allee 6 (Lage) | O   | Einfamilienhaus (vororttypischer gehobener Zuschnitt)                                                                                               | | 1905 | Blöcker, Max | 30393    | BW |
| 17417             | Wilhelms Allee 7 (Lage) | O   | Einfamilienhaus (vororttypischer gehobener Zuschnitt)                                                                                               | | 1902 | Geckler, Wilhelm | 30393    | BW |
| 17395             | Wilhelms Allee 8 (Lage) | O   | Einfamilienhaus (vororttypischer gehobener Zuschnitt)                                                                                               | | 1905 | Blöcker, Max | 30393    | BW |
| 18084             | Willhöden 1 (Lage) | O   | Reihenhaus | | 1929 | Ehlers, Paul | 30483    | BW |
| 18094             | Willhöden 2 (Lage) | O   | Wohnhaus | | 1929 | Ehlers, Paul | 30483    | BW |
| 18107             | Willhöden 3, 5 (Lage) | O   | Reihenhaus | | 1929 | Ehlers, Paul | 30483    | BW |
| 18109             | Willhöden 4, 6 (Lage) | O   | Reihenhaus | | 1929 | Ehlers, Paul | 30483    | BW |
| 18072             | Willhöden 7, 9 (Lage) | O   | Reihenhaus | | 1929 | Ehlers, Paul | 30483    | BW |
| 18085             | Willhöden 8, 10 (Lage) | O   | Doppelhaus | | 1929 | Ehlers, Paul | 30483    | BW |
| 18119             | Willhöden 12, 14 (Lage) | O   | Reihenhaus | | 1929 | Ehlers, Paul | 30483    | BW |
| 18118             | Willhöden 16, 18 (Lage) | O   | Reihenhaus | | 1929 | Ehlers, Paul | 30483    | BW |
| 29445 (962)       | Wilmans Park 17 (Lage) | O   | Villa; Garten | Villa Jako mit der Gartenanlage einschließlich Zuwegung und Eingangstor | 1922; 1927 (Erweiterung) | Baedeker, Walther |          | |
| 30489             | Witts Allee 24, 26, 28, 30, 32, 34 (Lage) | E   | | Witts Allee 24-34 | | | 30489    | BW |
| 16623             | Witts Allee 24 (Lage) | O   | Wohnhaus | | 1902 | Butenschön, Carl | 30489    | BW |
| 16622             | Witts Allee 26 (Lage) | O   | Wohnhaus | | 1902 | Butenschön, Carl | 30489    | BW |
| 16621 (1375)      | Witts Allee 28 (Lage) | O   | Wohnhaus | | 1902 | Butenschön, Carl | 30489    | BW |
| 17550 (1375)      | Witts Allee 30 (Lage) | O   | Wohnhaus | | 1902 | Butenschön, Carl | 30489    | |
| 16619             | Witts Allee 32, 34 (Lage) | O   | Doppelhaus | | 1903 | Butenschön, Carl | 30489    | BW |
| 17429 (1880)      | Wulfsdal 8 (Lage) | O   | Wohnhaus | | 1923 | Brokmann, Max |          | |
| 18111             | Wulfsdal 15 (Lage) | O   | Wohnhaus | | 1924 | Brokmann, Max |          | BW |